# Kazimierz Karczmarz
Kazimierz Karczmarz (ur. 7 maja 1933 w Woli Sernickiej, zm. 20 lipca 2011) – polski botanik, briolog, nauczyciel akademicki, wieloletni kierownik Zakładu Systematyki Roślin Uniwersytetu Marii Curie-Skłodowskiej.

## Życiorys
Kazimierz Karczmarz ukończył szkołę podstawową w rodzinnej miejscowości oraz liceum w Lubartowie. W 1952 roku rozpoczął studia na Wydziale Biologii i Nauk o Ziemi Uniwersytetu Marii Curie-Skłodowskiej. Dyplom magistra w zakresie botaniki uzyskał w 1957 roku. Został asystentem, następnie starszym asystentem w Zakładzie Systematyki i Geografii Roślin, kierowanym przez profesora Józefa Motykę. Stopień doktora uzyskał w 1962 roku na podstawie pracy Mchy Pojezierza Łęczyńsko-Włodawskiego, habilitację i stanowisko docenta w 1972 roku. W tym samym roku objął kierownictwo pracami badawczymi nad wpływem kombinatu wydobycia i przetwórstwa siarki w rejonie Tarnobrzega na okoliczne kompleksy leśne i sprawował je do 1990 roku.
W 1978 roku został mianowany profesorem nadzwyczajnym, w 1991 roku otrzymał tytuł profesora zwyczajnego. W 1992 roku zastąpił odchodzącego na emeryturę profesora Dominika Fijałkowskiego na stanowisku kierownika Zakładu Systematyki Roślin. Był członkiem komitetów redakcyjnych Acta Paleobotanica, Bibliografii Botanicznych PAN oraz Atlasu rozmieszczenia roślin zarodnikowych Polski. Należał do Sekcji Briologicznej Polskiego Towarzystwa Botanicznego. Opisał trzy nowe gatunki mszaków z rodzaju Calliergon oraz trzy kopalne gatunki roślin drzewiastych z okresu późnej kredy. Jego dorobek naukowy obejmuje 211 publikacji, w tym rozdziały 16 książek. Był również promotorem trzech doktoratów.
Został odznaczony między innymi Krzyżem Kawalerskim Orderu Odrodzenia Polski, Złotym Krzyżem Zasługi i Medalem Komisji Edukacji Narodowej.
Na emeryturę przeszedł w 2003 roku, zmarł 20 lipca 2011 roku i został pochowany na cmentarzu parafialnym w Sernikach.